# Joe-Route
Die Joe-Route ist neben der Heckmair-Route eine der bedeutendsten Transalp-Fahrradtouren, die von Oberstdorf nach Riva del Garda führt. Die Strecke wurde 1995 erstmals von Achim Zahn alias Serac Joe befahren. Der Erstbefahrer gibt eine Länge von 432 Kilometern an und schlägt die Gliederung in sieben Etappen vor. Die publizierte Gesamtfahrzeit beträgt 45 Stunden.

## Charakteristik
Mit dem Schrofenpass, dem Fimberpass, der Uina-Schlucht, der Montozzo-Scharte und der Bocchetta di Forcola bietet die Joe-Route zahlreiche alpine Highlights für Mountainbiker, laut Achim Zahn „der eindrucksvollste Alpencross der Ostalpen“.
Aufgrund der Hochgebirgslage ist die Joe-Route nur in den Sommermonaten mit dem Mountainbike befahrbar. Die beste Tourenzeit dafür ist zwischen Anfang Juli und September. Neun Pässe der Route liegen auf über 2.000 m. Drei Übernachtungen erfolgen in der Regel auf Berghütten. Die Route ist eine bislang nicht eigens ausgeschilderte Mountainbike-Strecke, zum Teil auch immer wieder in hochalpinem Gelände mit Schiebe- und Tragepassagen, so dass alpine Erfahrung von Vorteil ist. Die Zufahrt von Norden kann auf dem Iller-Radweg geschehen.

## Routenbeschreibung
1. Etappe: Oberstdorf - Dalaas
- Länge: 65 Kilometer
- Höhenmeter: 1.850

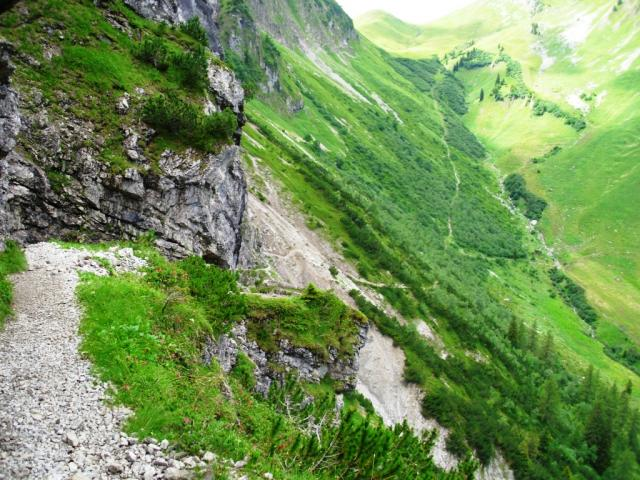
Der Schrofenpass gleich zu Beginn der Joe-Route.

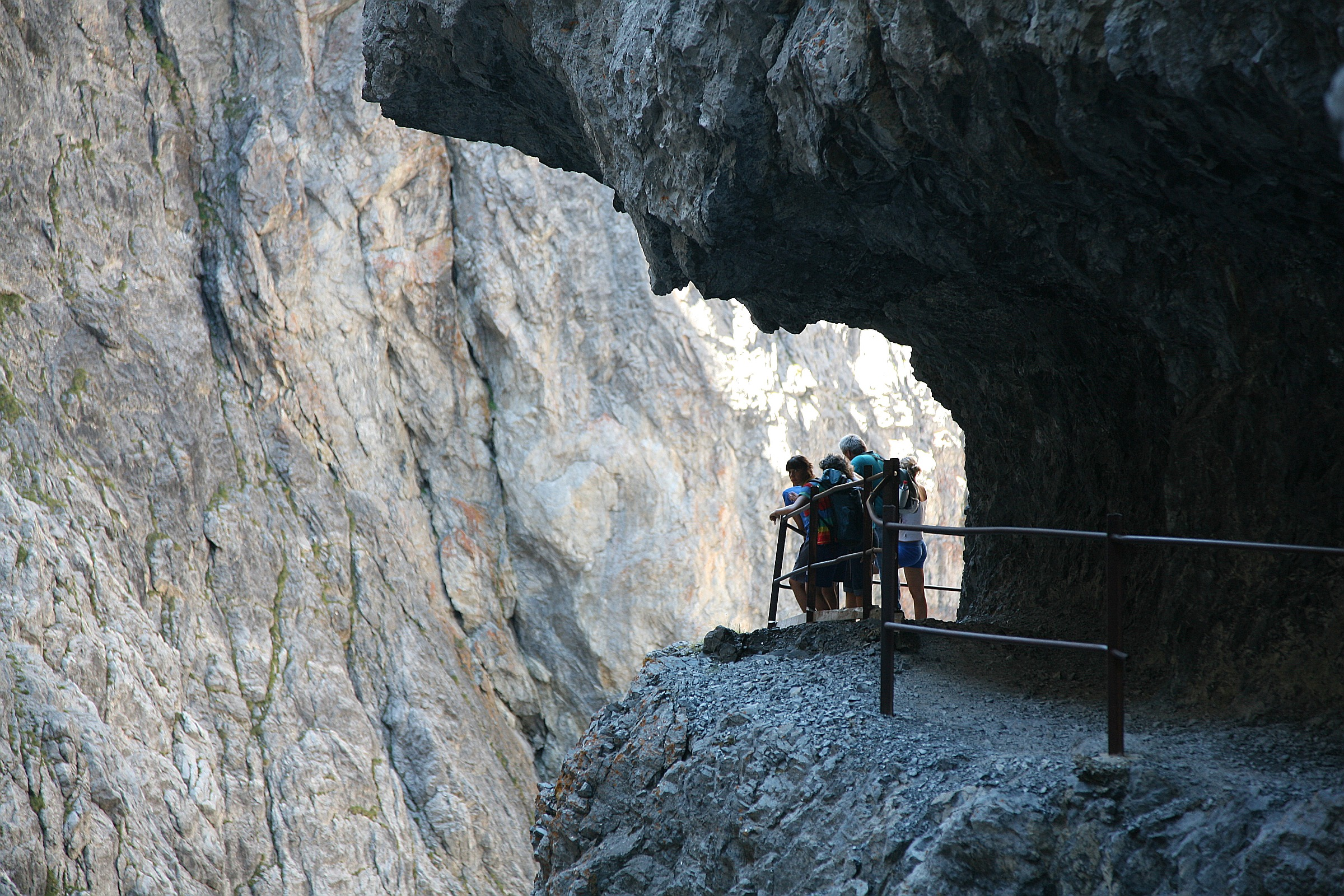
Die Uina-Schlucht gehört zu den spannenden Abschnitten der Joe-Route.

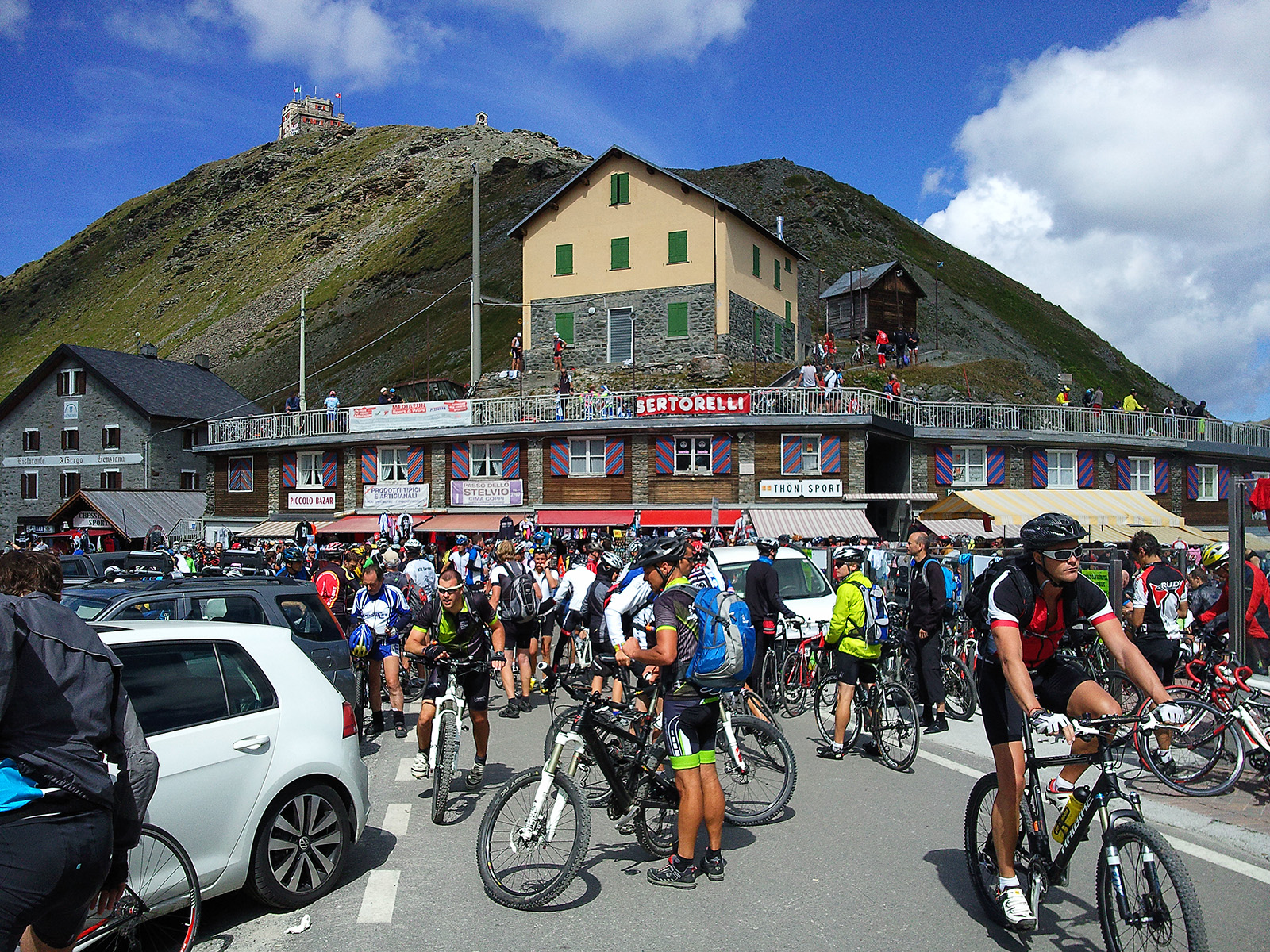
Mountainbiker am Stilfser Joch

- Strecke: Oberstdorf – Rappenalptal – Schrofenpass – Lech – Freiburger Hütte – Rauhes Joch – Dalaas

2. Etappe: Dalaas - Zeinisjoch
- Länge: 43 Kilometer
- Höhenmeter: 2.150
- Strecke: Dalaas – Kristbergsattel – Silbertal – Verbellener Winterjöchli – Zeinisjoch

3. Etappe: Zeinisjoch – Schlinig
- Länge: 67 Kilometer
- Höhenmeter: 2.450
- Strecke: Zeinisjoch – Paznauntal – Ischgl – Heidelberger Hütte – Fimbertal – Fimberpass – Sur En – Val d’Uina – Schlinigpass – Sesvennahütte – Schlinig

4. Etappe: Schlinig – Trafoi
- Länge: 40 Kilometer
- Höhenmeter: 1.350
- Strecke: Schlinig – Vinschgau – Trafoi

5. Etappe: Trafoi – Santa Caterina
- Länge: 56 Kilometer
- Höhenmeter: 2.300
- Strecke: Trafoi – Stilfser Joch – Dreisprachenspitze – Borchetta di Forcola – Bormio – Santa Caterina

6. Etappe: Santa Caterina – Dimaro
- Länge: 70 Kilometer
- Höhenmeter: 2.000
- Strecke: Santa Caterina – Gavia-Pass – Montozzo-Scharte – Dimaro

7. Etappe: Dimaro – Riva del Garda
- Länge: 80 Kilometer
- Höhenmeter: 2.000
- Strecke: Dimaro – Passo Campo Carlo Magno – Madonna di Campiglio – Riva del Garda

## Eindrücke von der Joe-Route

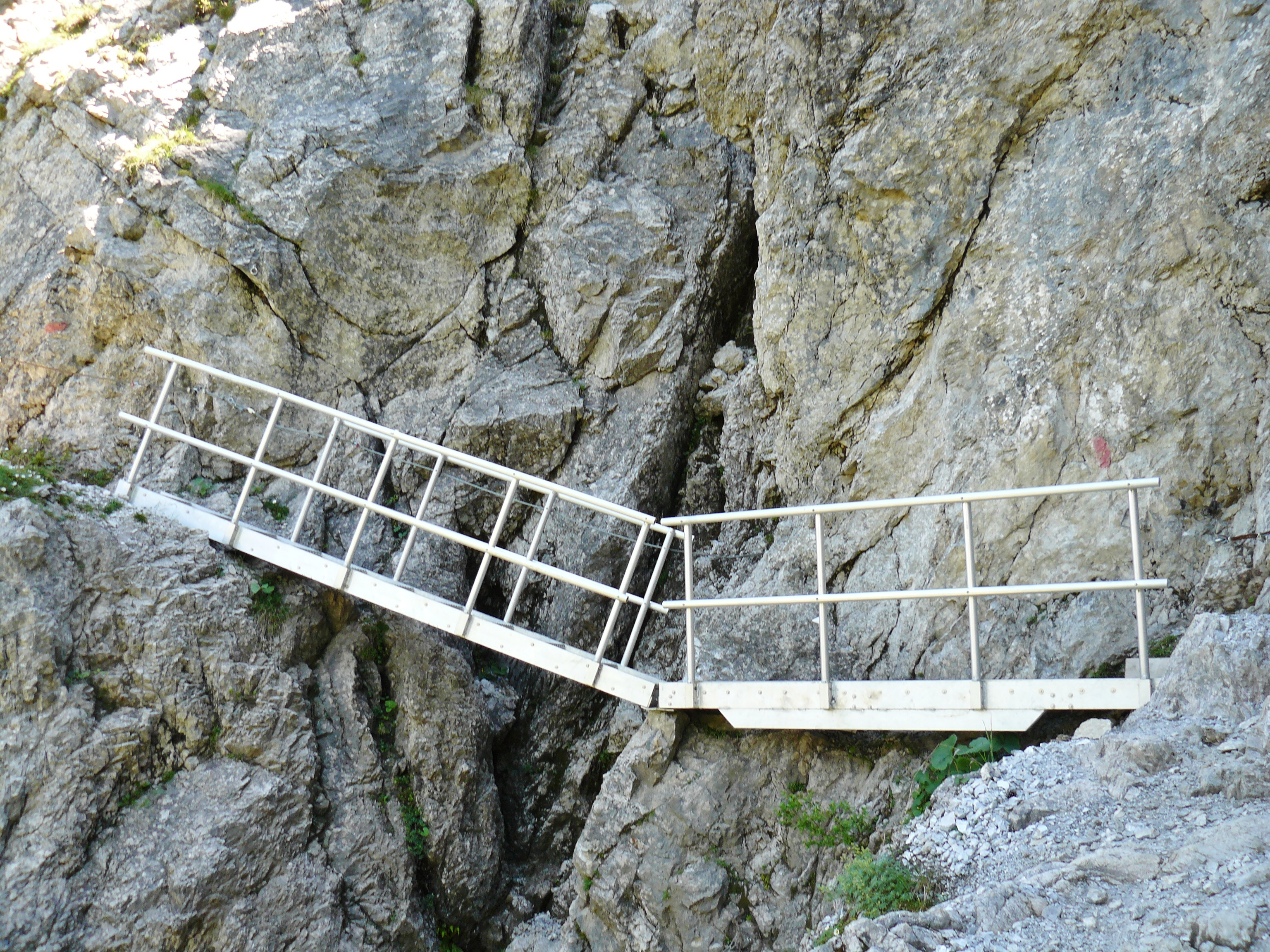
Absicherung am ausgesetzten Schrofenpass
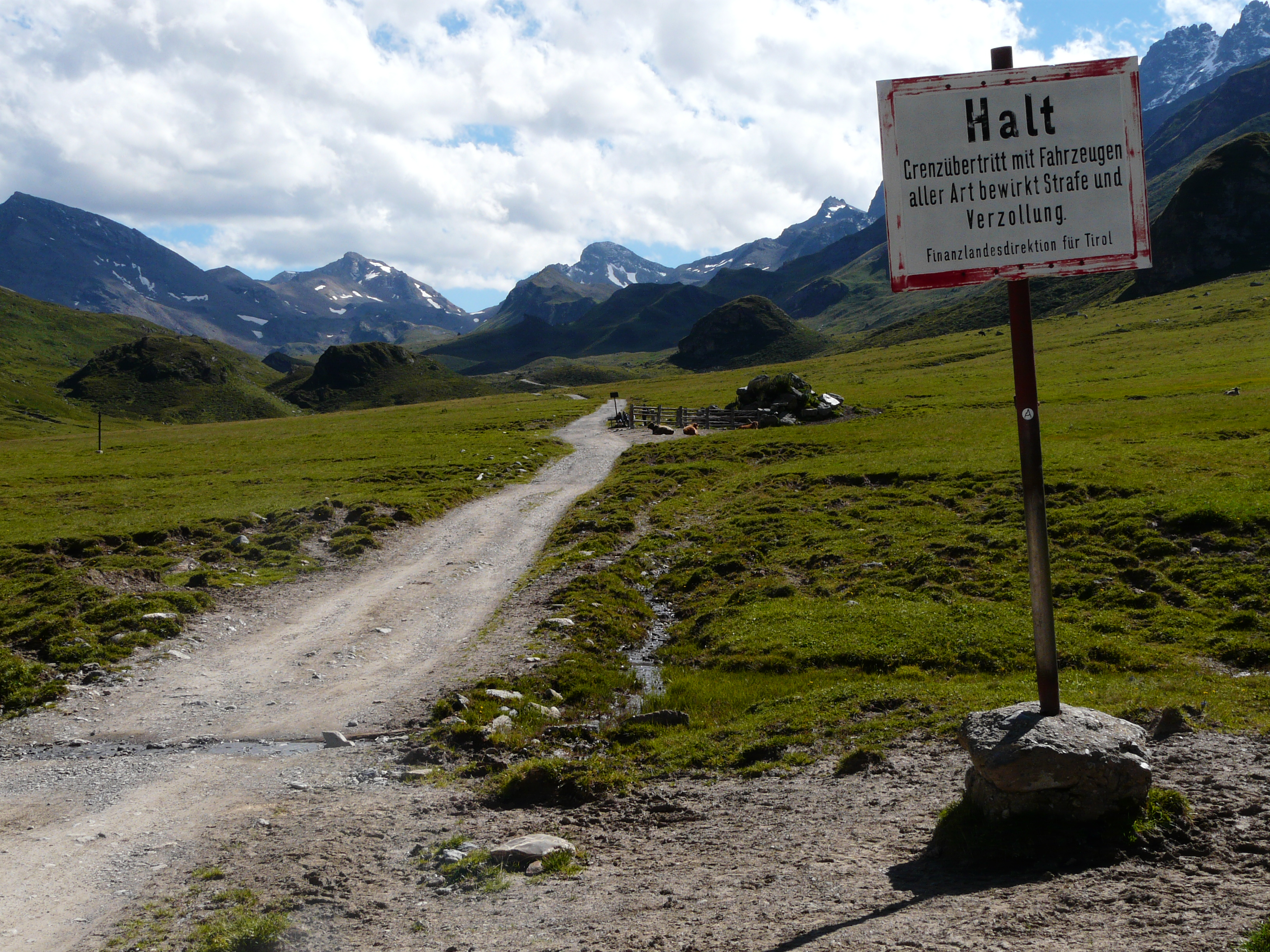
Grenze zwischen Österreich und der Schweiz im Fimbertal
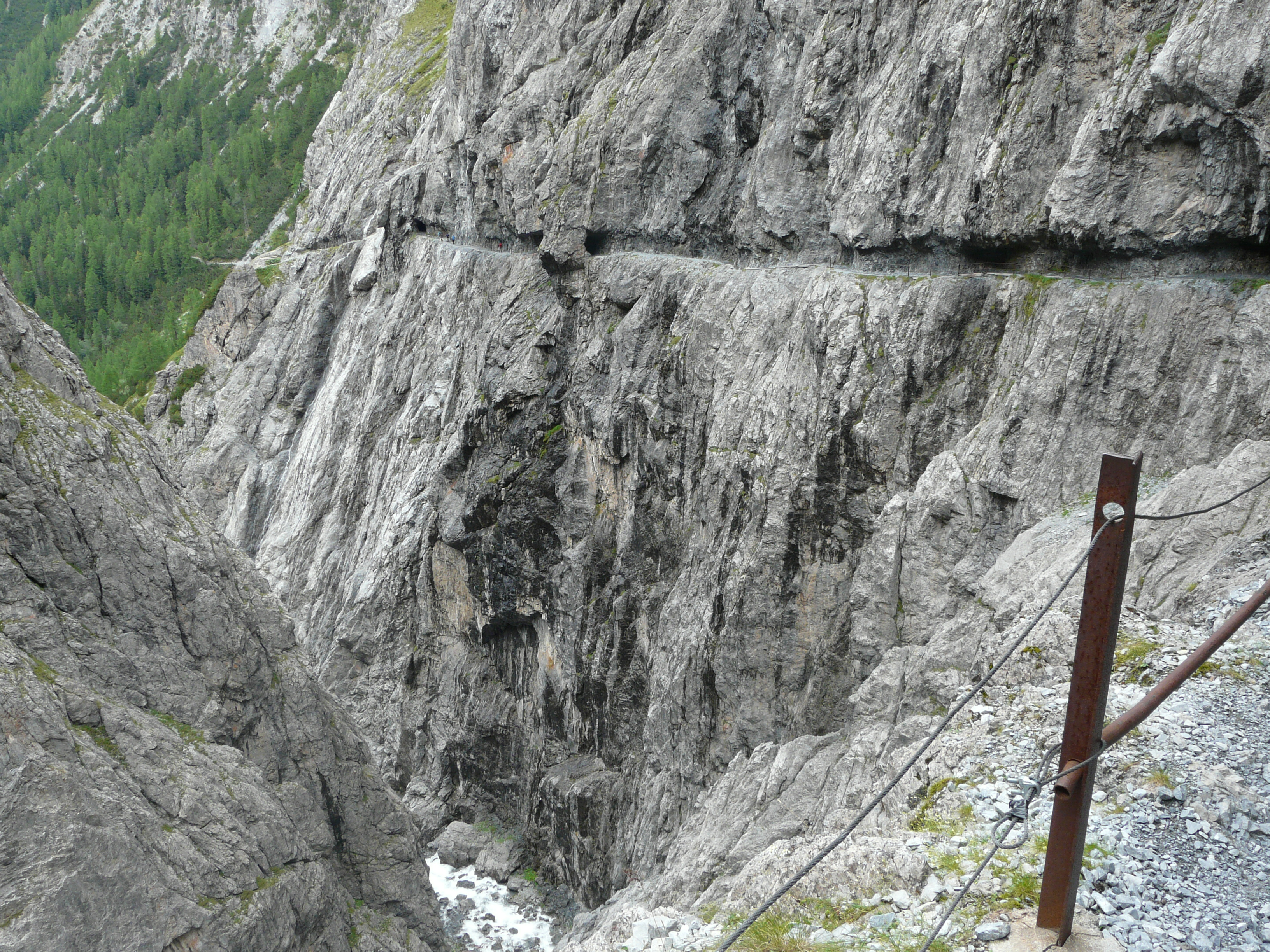
Klare Linie durch fast vertikale Felswand: die Joe-Route in der Uinaschlucht im Val d’Uina
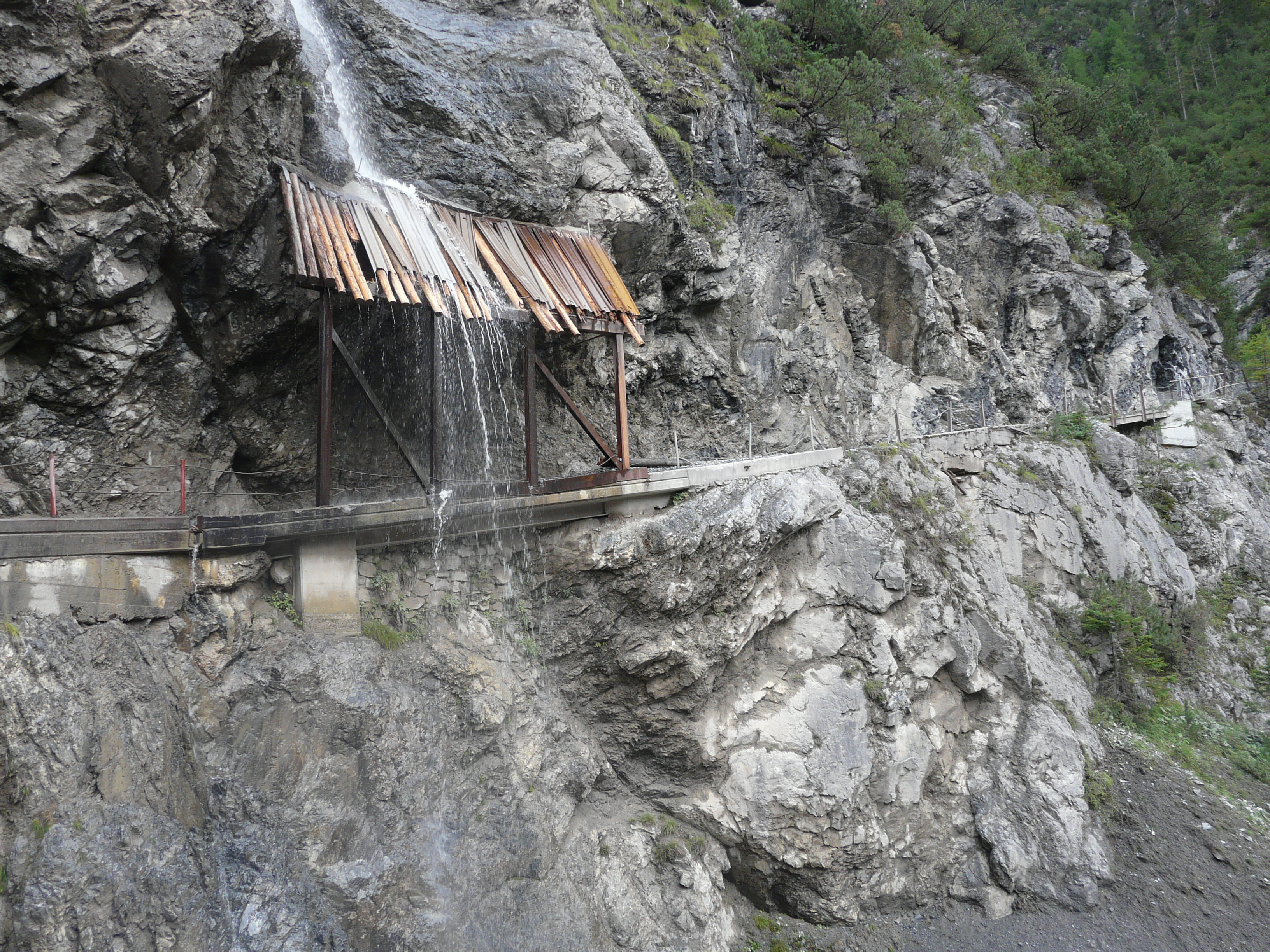
Schutz vor Wasser und Steinschlag auf dem Fahrweg durch die Schlucht
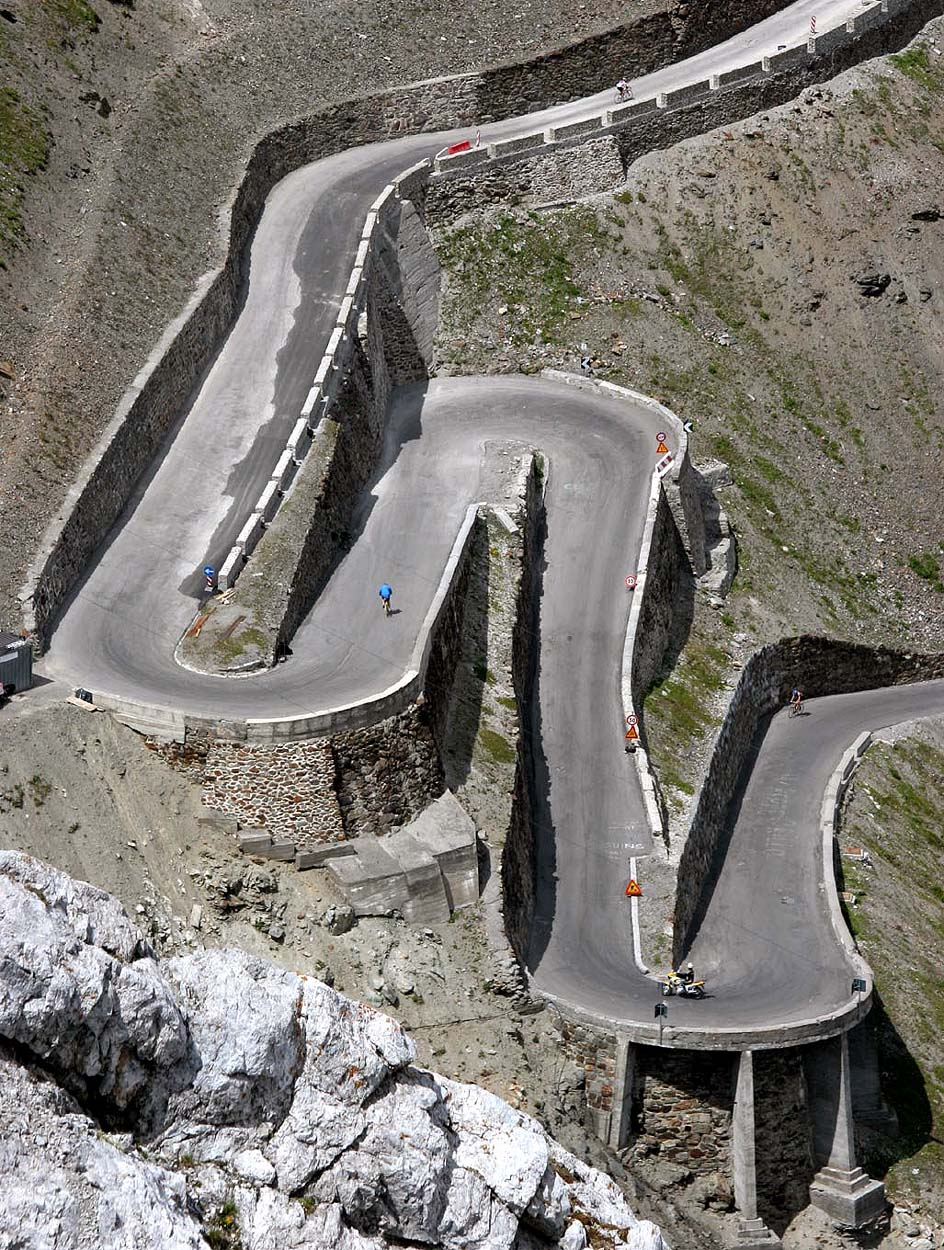
Enge Kehren in großer Höhe: die Zufahrt zum Stilfser Joch